# Lyrical school
lyrical school（リリカルスクール）は、日本のヒップホップアイドルユニット。略称はリリスク。pooljack所属。レーベルはビクターエンタテインメント内のCONNECTONE。ラップを専門としたアイドルユニットで、2010年10月にtengal6（テンギャルシックス）として結成。2016年4月にリリースされた「RUN and RUN」のスマートフォンのアプリケーションが起動するかのように見せたミュージック・ビデオにより、「カンヌライオンズ 国際クリエイティビティ・フェスティバル」サイバー部門銅賞を受賞した。
本項では内部ユニットについても扱う。

## 特徴
募集時の記載によるとヒップホップに若い女性によるヘタウマなラップが合わさることであどけなさを感じられるようにする狙いが示されている。後のインタビューにおいて、メンバーのmeiはユニット結成時手探りでラップを覚えたことを話し、メンバーのayakaは応募時にヒップホップダンスを主軸にした℃-uteに近いユニットを想像していたことを述べている。後にプロデューサーのキムヤスヒロは2019年のインタビューにて結成時点の考えは同年の時点で異なる状況になったとして、2017年5月からの新体制において「ヒップホップアイドル」「アイドルラップ」というコンセプトを考え直す必要があったと述べている。この経緯のため、発足当初アイドルビジネスに精通した人間がいなかったことがヒップホップライターの高木"JET"晋一郎によって指摘されているが、ayakaはそのことが未開拓なものに挑戦する意欲に繋がったと述べている。ユニットとしてのファンの総称はヘッズ。ユニットのコンセプトはキムが決め、深掘りする際にデザイナーのmzaとバックDJとグループのマネージャーを兼ねる浅野と相談を重ねる。
2012年1月の『ウレぴあ』ではtengal6がこの世代のアイドルユニットの一つとして示されており、この時代におけるアイドル活動の主流が週末のライブ活動にあることが言及されている。それによると店舗内でのライブやホールで開催されるイベントにてパフォーマンスを披露し、その後CDを購入した顧客に対して握手や撮影といったファンサービスを提供することで根強いファンを獲得するとしている。さらにこの情報がファン同士によるブログでのレポートやTwitterなどのソーシャル・ネットワーキング・サービスで流れることによって新たなファンの獲得に繋がる他、ライブを観覧できないファンに向けて動画サイトでのライブ中継や撮影した動画のアップロードで情報を公開することが重要としている。この手法はAKB48によって確立されたものとされる。キムは本ユニットがライブに力を入れていると説明している。
著名なアーティストが楽曲の制作を担当していることが『日経エンタテインメント!』や『ウレぴあ』では特徴として挙げられており、例として『guidebook』では大江千里、韻シスト、GAKU-MC、『date course』ではtofubeats、イルリメ、okadada、Fragments、餓鬼レンジャーのポチョムキンなどが挙げられる。新体制においてもこれは変わらず『ROCKIN'ON JAPAN』で触れられており、『WORLD'S END』ではスチャダラパーのBose、KANDYTOWNのRyohu、Mellow Yellow、『BE KIND REWIND』ではPES、ALI-KICK、サイプレス上野、ZEN-LA-ROCKが挙げられている。himeは他のラッパーからリリックを提供してもらえるのはアイドルならではの特徴で、自分たちでは描けないものになっているとしている。また楽曲は夏をテーマにしたものが多いことをメンバーのhimeはラッパーのvalkneeとの対談で語っており、2020年には楽曲を集約したEPをリリースした。
新体制についてメンバーのminanはユニット自体は保持しつつも、キムの願望の実現など中身を変えたいと考えたことを後にインタビューで述べている。またhimeはワンマンライブ「lyrical school one man live 2017 "TAKE ME OUT"」を振り返ってヒップホップアイドルらしさを強調して差別化を図りたいと述べた他、新体制においてはメンバーとも会話して方向性を決めていることを述べている。またメンバーのバックグラウンドがそれぞれ乖離してまとまらないため、歌詞は引き続き別でライターに依頼した。一方で当初のコンセプトとして存在した「6本のマイク」、つまり6人体制から外れて5人になったことには驚いたと2人は述べている。またパフォーマンスについても、最初の頃は振り付けなどが決まったものが多かった。しかしhimeからキムにパフォーマンスの提案があったことや2018年8月にminanが骨折したことに起因して、ライブでの振付やフォーメーションが削られ、メンバーによる自由なパフォーマンスが中心となった。メンバーのrisanoはインタビューでアイドルらしさを出しつつ現代のラップグループにパフォーマンスを近づける狙いがあることを語っている。
『OK』のリリースと前後して、コンセプト「キング・オブ・アイドルラップ」を掲げるようになった。これはRHYMESTERがユニットにつけたものとなっている。

## 来歴

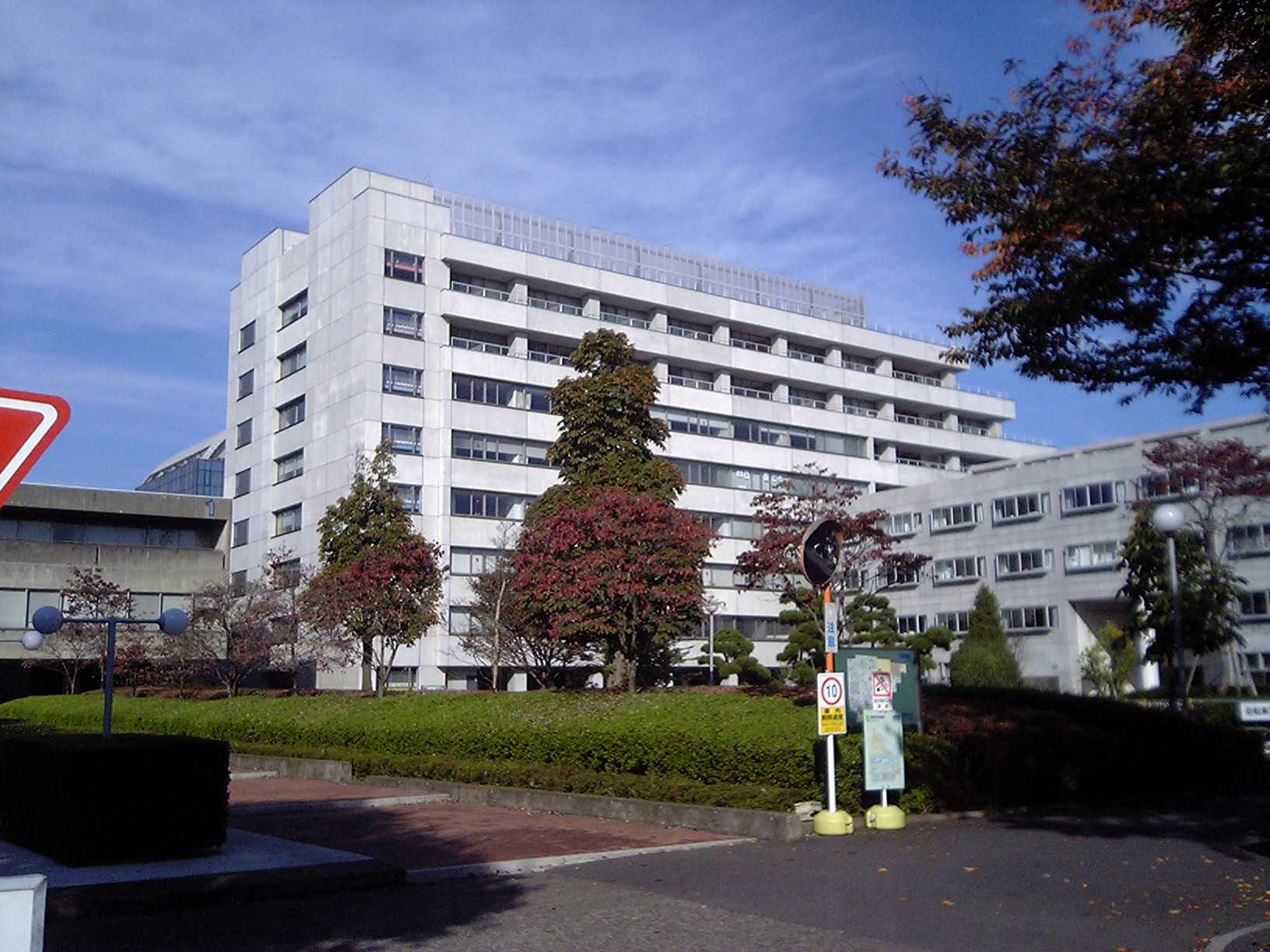
武蔵野美術大学

キムやmzaたちが武蔵野美術大学造形学部在籍時に制作していた都市をテーマに据えたフリーペーパー『NEWTRAL』の企画で結成された。大学では映像専攻で『NEWTRAL』の企画を担当していたキムは冊子以外の企画を考え、もしアイドルをプロデュースするのであれば何ができるかという友人との会話で登場したヒップホップとラップを組み合わせを試みたいという意図と、カラオケ店で女性の友人がラップをしている姿が可愛らしいと感じたことをインタビューで述べている。そこで『NEWTRAL』にてアイドルをプロデュースする旨の広告を掲載したところ、協賛企業としてアダルトグッズメーカーのTENGAが名を上げ、6人組のラップアイドル「tengal6」として活動を開始する。キムはこれらの経緯をまとめた「ヒップホップアイドルのプロデュース」を大学の卒業制作として提出する。2011年6月にファーストミニアルバム『まちがう』をリリースする。キムは2作目以降、『NEWTRAL』の編集作業中に流れていたtofubeatsに楽曲制作を依頼する。
2012年6月にタワーレコードのレーベルであるT-Palette Recordsへ移籍し、それに伴いユニット名を8月に「lyrical school」に改称する。ユニット名は自分たちを見てラップに挑戦したいという人がいたらいいという目標を持ったメンバーがレベルの高いリリックを生み出せるよう互いに切磋琢磨するグループという意味が込められている。2013年夏のインタビューにてメンバーのmarikoが同時期に関東以外での遠征の機会が増えたことに触れている。新編成での初アルバム「datecourse」はジャケットをイラストレーターの江口寿史が担当する。2014年には「ROCK IN JAPAN FES2014」や「SUMMER SONIC 2014」に出演、また11月には台湾のイベントであるLittle Tokyo Crazy Kawaii Taipeiへの参加がメンバーのyumiから述べられている。2015年には初の全国ツアーを開催した。11月、元ライムベリーのMC HIMEこと持田妃華が12月にhimeとしてlyrical schoolに加入することが発表され、Twitterでは、検索ワードのトレンドに上がるなどの反響がKAI-YOUにて報じられる。
2016年にはキングレコードからメジャー・デビュー。同年4月にリリースされたメジャー1stシングル「RUN and RUN」は、MVがスマートフォン視聴に特化された縦型のものとして話題に上がり、2016年「カンヌライオンズ 国際クリエイティビティ・フェスティバル」サイバー部門銅賞を受賞したほか、同年の「広告業界の若手が選ぶ、コミュニケーション大賞」ファイナリストに選出された。
2017年2月にtengal6からのオリジナルメンバーであったayaka・ami・meiが卒業し、キングレコードとの契約も終了する。minan・himeとオーディションにより加入したhinako、yuu、risanoの5人により、5月21日のワンマンライブより新体制での活動を開始する。
2019年5月、ビクターエンタテインメント・CONNECTONEレーベルから2度目のメジャー・デビューをすることを発表した。
2020年には新型コロナウイルス感染症の世界的流行とそれによる外出自粛を受け、4月7日にl公式YouTubeチャンネルにて「lyrical school REMOTE FREE LIVE vol.1」を公開した。4月17日に公開されたvol.2の後となる5月1日にアンコール動画が公開されたほか、5月14日までの期間限定でア・カペラ動画をGigaFile便からダウンロードできるよう開放した。vol.3ではステージに集まっているのを事前情報で視聴者側には別撮りしていると誤認させてからフレームを外すという演出を行った。ライターの香月孝史はこれをアイドル個人が今までやってきた公開の中で新しい見せ方の一つとして紹介した。
2022年4月12日、同年7月24日に日比谷公園大音楽堂にて開催される「lyrical school tour 2022 “L.S.”」ツアーファイナルをもって、5人体制での活動を終える旨を明らかにした。minanは2021年末にメンバーから離脱の意志がある旨を聞いていたと語っている。原因について、コロナ禍における集客面の不安などがあったのではないかとキムは述べている。新体制はminanを中心とした体制が組まれることが明らかにされた。2022年4月20日、メンバーの発熱が確認され、翌日にはメンバー全員の新型コロナウイルス感染が確認された。これによって『L.S.』リリースイベントはすべて中止となった。2022年の5人体制のMVをメンバーの稼働なしで作るため、5000枚のチェキを集める企画を実施した。この企画で集められたチェキのうち3000枚をスライドさせて、時間経過を示したMV「LAST SCENE」が作成された。
新メンバーはキムの意向もあり、性別問わず集められた。2023年2月12日、経験・性別不問で、集められた7人の新メンバーが公開された。この構成でDJを兼任するメンバーが誕生した。

## 運営
- キムヤスヒロ（木村好郎）

プロデューサー。国際青少年映像キャンプDINFAC2006に日本代表として参加。第1回アイアム映画祭にて『待つ男』で大賞並びにオーディエンス賞を受賞。2021年には新潟県を活動拠点とするアイドルグループ『Negicco』のMeguの楽曲「So good」をプロデュースした。
- 岩渕竜也

マネージャー兼バックDJ。キムヤスヒロの中学校および高校時代の同級生。「RUN and RUN」を始めとした楽曲の作詞も担当する。
- mza（masataka yoshida）

デザイナー。最初のミニアルバムである『まちがう』からグラフィックを担当する。イベントでの物販で並ぶ商品のイラストも手掛ける。
- 浅野（DJ BIG-D[66]）

マネージャー。2016年頃からDJ BIG-DとしてユニットのバックDJも務める。武蔵野美術大学におけるキムヤスヒロの後輩で、東京芸術大学院にて映画脚本を専攻する。

## メンバー
| 名前                | 誕生日                | 出身地   | メンバーカラー | 加入日    | 人物像 |
| ------------------- | --------------------- | -------- | -------------- | --------- | --- |
| minan （本多 未南） | 1990年12月5日（34歳） | 群馬県   | 紫             | 2013年7月 | 2019年7月16日、初のソロシングル「No More」をリリース。地元の放送局であるエフエム群馬にて『Lyrical school minanのLet's チルアウト』のMCを担当している。 |
| sayo                | 10月17日              | 埼玉県   | 黄色           | 2023年2月 | |
| tmrw                | 4月17日               | 東京都   | 赤             | 2023年2月 | |
| hana                | 12月23日              | 東京都   | 桃色           | 2023年2月 | 最年少 |
| mana                | 12月20日              | 群馬県   | 緑             | 2023年2月 | |
| malik               | 3月17日               | 神奈川県 | 橙色           | 2023年2月 | |
| ryuya               | 7月23日               | 茨城県   | 青             | 2023年2月 | |
| reina               | 12月7日               | 福岡県   | 灰色           | 2023年2月 | 元イケてるハーツ城木玲亜 |

### 旧メンバー
- mariko（工藤まり仔、1988年7月19日（37歳））
オリジナルメンバー。2013年1月26日のライブをもって卒業。
- erika（知名えりか、1988年1月11日（37歳））
オリジナルメンバー、初代リーダー。2013年6月をもってグループ卒業。
- hina（小松ひな、1996年6月5日（29歳））
2013年3月加入。加入をきっかけに福島県から上京[71]。2014年2月27日発売ニンテンドー3DS専用ソフト『牧場物語 つながる新天地』のミュージックビデオに出演[72]。同年の東京アイドルフェスティバルと連動した『週刊プレイボーイ』のグラビアでは6ユニットの代表の中で優勝した[73]。2015年12月13日、「学校で勉強している語学を生かした仕事に就きたい」という思いから海外留学を希望し、グループを離れる[74]。
- yumi（清水裕美、1990年9月19日（34歳））
オリジナルメンバー。サニーデイ・サービス「苺畑でつかまえて」のミュージックビデオに出演[75]。2016年7月から体調不良で休養していたが、9月5日付で脱退となった[76]。
- ayaka（大部彩夏、1990年8月31日（34歳））
オリジナルメンバー[77]。初代リーダーerikaの卒業に伴い、2代目リーダーに就任[78]。元コスミックガール、Chu☆Oh!DollyでミスiD2017セミファイナリストの大部萌衣（おおぶもえ）を妹に持つ[79]。17歳の時にアイドルグループAKB48のオーディションを受けるも最終審査で不合格となる[80]。自身もアイドルファンであることを公言しており[80]、2015年2月23日にオープニングアクトにアイドルネッサンスを加えたアップアップガールズ（仮）との対バンライブ「6MIC7SOUL∞」（新宿BLAZE）が開催された他[81]、2015年9月5日には、大部が出演者を選定した「TOKYO IDOL PROJECT LIVE curated by lyrical school ayaka」が開催された[82]。映画『キネマ純情』にカズコ役として出演[83]。2017年2月26日卒業とともに芸能界を引退[46]。
- mei（芽依、1991年4月19日（34歳））
オリジナルメンバー。高校時代に芸能事務所にスカウトされたことを契機に芸能界入りし、高校卒業間際にtengal6のオーディションを受けた[84]。活舌に悩みながらもステージでの盛り上げ役としてメンバーからは「部長」、他にも「特攻隊長」などとも称された[84]。2013年7月公開の映画『讐 〜ADA〜』に出演[85]。2017年2月26日卒業。
- ami（細越麻未、1991年7月5日（34歳））
オリジナルメンバー。小学三年生の時に児童劇団に合格し、芸能活動を開始する[86]。中学入学時に学業に専念すべく休業するも、高校進学時に進路を考えた際に芸能界を目指すべく高校卒業の年に芸能事務所に所属、その後tengal6のオーディションに合格する[86]。ユニットでの自身の役割を土台と称し、メンバーを支える役割をしたいと『日経エンタテインメント!』では語っている[86]。2017年2月26日卒業。

- hime（持田 妃華、1998年5月14日（27歳））
メンバーで唯一父親の影響で幼少期からラップやヒップホップに触れており[87]、小学5年生で母親を通じてHilcrhymeの影響により日本語でのラップの実践に関心を持ったことをインタビューで述べている[88]。
2011年5月にアイドルグループ・usa☆usa少女倶楽部の新メンバーとして加入[89]、芸能界でのキャリアをスタートさせる。9月にusa☆usa少女倶楽部の派生グループとして結成された、アイドルラップユニット・ライムベリーのメンバーに選出された[90][91]。2014年4月、ライムベリーがエアリーズエンタテインメントからパーティクルに移籍するのに伴い、usa☆usa少女倶楽部を卒業[92]。2015年2月26日、DJ HIKARU（信岡ひかる）とともにライムベリーを卒業[93]。同年5月7日、ライムベリー時代のソロ曲「クオリア」がE TICKET PRODUCTIONのSoundCloudアカウントで公開された[94]。
2015年11月5日から本ユニットに参加する[95]。2019年12月にはサイプレス上野がMCを務めるYouTubeの番組「WONDER WHEEL」では2週目のMCを務めた[96]。シンガーソングライター・SHIBATA YUSUKEの楽曲「MACHIBOUKE」のMVに出演した[97]。
ライムベリーに所属していた頃はユニットの中で可愛らしさを担っていたが、リリスクではその必要がないと考え、自分のやりやすいように低音を担当するようになったと2021年のインタビューで述べている[98]。

- hinako（8月5日）
幼少期からダンスを学ぶ[99]。Twitterでのアカウント開設時にたまたま最初に表示されていた本ユニットをフォローし[100]、過去に友人に勧められたオーディションに体調不良で参加できなかったことを悔やみ参加、合格した[99]。2019年に看護師資格を、2020年に保健師の資格を取得した[101]。
2019年のインタビューでキムはhinakoが自身の持つアイドルらしさをパフォーマンスに落とし込む方法に苦労していたと振り返っており[7]、himeは2021年のインタビューで初対面から可愛らしさをキャラクターとして確立していたと述べている[20]。himeはヒップホップ色が以前と比べて強くなったユニットの中で、アイドルとしての要素を強く担っていると分析している[21]。『日刊SPA!』のインタビューではアイドルらしさを研究し、取り入れようとしていると説明している[102]。小学生の頃に帰宅したくないがあまり脱走した経験のあるほどの東京ディズニーリゾートのファンで[103]、パレードの動きをパフォーマンスに取り入れることもしている[21]。
楽曲も可愛らしさを意識して歌うことが多いが、KMのプロデュースした楽曲「TIME MACHINE」では格好良さを意識するよう指示を受け低音を担当したと2021年のインタビューで述べている[98]。minanからは低音がいいと評価されている[98]。

- yuu（12月20日）
幼少期からダンスを学ぶ[100]。一度上京するも挫折し帰郷するも、その時のダンス教師の勧めでrisanoと出会い、彼女の勧めで応募、合格した[104]。2018年4月からFMおだわら「アイドル放送局」のパーソナリティの一人として活動する[105]。2019年には舞台『スリーアウト！～ホームラン篇～』に出演した[106][107]。2020年9月29日、TOKYO IDOL FESTIVAL オンライン 2020×週刊SPA！による投票バトルに参加した[108]。
楽曲ではminanと共に歌のパートを任されることが多いと、『BE KIND REWIND』でのインタビューではされている[109]。himeからはラップのスキルについても評価されている[21]。
映画に関心があり、ガジェット通信ライターの藤本エリと共に2018年に上映された映画の中で好きな映画を選ぶ『第一回 yuuデミー賞』を開催した[110]。毎週金曜日には日本テレビ系列『金曜ロードSHOW!』の放送に合わせて、Instagramライブ『yuuと金曜ロードSHOWを観る会』を生配信している[111]。

- risano（9月28日）
リアーナに憧れアメリカのロサンゼルスにてダンス留学を経験し、帰国後『PRIDE』などを聞いたことを契機にオーディションに参加、合格した[100]。ユニットでは参入初期から場の盛り上げを担当しているとキムは2019年のインタビューで述べている[7]。『日刊SPA!』および『musicite』のインタビューではハスキーボイスが特徴と称されている[112][113]。ユニットでは「CALL ME TIGHT」など楽曲の振り付けを担当することもある[114]。ラップスタイルは『日刊サイゾー』にてライターの寺西ジャジューカにCHICO CARLITOのそれに近いと評されている[115]。
2020年8月現在、日本文化の海外発信を目的とした動画「risanoニュース」をアップロードしている[116]。また、動画で「ノリノリサーノ王国」という自身のソロでの楽曲を出すプロジェクトを実施している[117]。
2020年12月より、テレビ朝日の番組「フリースタイルティーチャー」に出演し[118]、サイプレス上野とタッグを組んだ[119]。2021年4月10日には「戦極 MCBATTLE」第23章に出演した[120]。

## 内部ユニット

### ブラガ
2018年10月26日に開催されたツアー"WORLD'S END" at STUDIO COASTにて結成されたユニット。hinakoとyuuの2名で構成されている。2018年の講演では楽曲「ブランニューガール」を披露した。2020年5月22日には「ブランニューガール」のリモートライブ映像を公開した。6月15日、クラウドファンディングを通じて新曲の製作費を集め、その進捗をYouTubeにて公開するという企画を発表した。資金集めはリミスタにて行われた。このクラウドファンディングは2020年6月15日から6月28日まで開催された。最終的に目標50万円に対し208万3550円が集められ、7月28日には制作された楽曲「hey!魔法」がYouTubeでプレミア公開された。

## 評価
2020年のヤングジャンプでは日本のヒップホップアイドルの草分けと紹介されている。旧体制について音楽評論家の宗像明将はユニットの結成当時ラップを専門とした唯一のアイドルグループであるとし、高木は音楽ナタリーの連載「the scene of RAP IDOLS」（2018年）において、ラップの技術的には稚拙であるとしつつも当時他にないアイドルとラップの組み合わせや確立したクリエイターの存在および運営のサポートから翌2011年に結成されたライムベリーとともに、ラップアイドルの嚆矢かつ2大グループと評している。新体制について高木は体制変更後に発売されたライブのCDである『“TAKE ME OUT” ON DEC 16』と『”lyrical school tour 2018 “WORLD’S END”』の変化を踏まえ、各メンバーの個性が際立つようになりパフォーマンスが確立したとしている。

## 略歴

### tengal6
2010年
- 7月、NEWTRALがアイドルプロデュースプロジェクトを発表し、メンバーと協賛企業の募集を開始[4]。8月、アイドルプロデュースプロジェクトの協賛企業にTENGAが確定、グループ名はTENGAL6（tengal6）と発表された[4]。10月、最終候補者12名から6名を選ぶ一般投票がウェブで行われ、新宿クラブワイヤーで開催された最終オーディションイベントで6名のメンバー（erika、yumi、ayaka、ami、mariko、mei）が決定[132]。

2011年
- 5月7日、初のCD作品となるミニ・アルバム『まちがう』の手売り販売開始[133]。7月15日、ミニ・アルバム『まちがう』が全国流通盤にて発売開始[134]。10月28日、シングル「プチャヘンザ!」発売。

2012年
- 5月25日、ファースト・アルバム『CITY』発売[135]。
- 6月9日、タワーレコードのアイドル専門レーベル「T-Palette Records」の発足1周年記念ライヴにゲスト出演し、同年8月より同レーベルへの参加と、「lyrical school」への改名を発表[136]。8月1日、レーベル移籍を機にグループ名を「lyrical school」に改名。

### lyrical school
2012年
- 8月22日、改名後初のシングル「そりゃ夏だ!/おいでよ」をT-Palette Recordsより発売[137]。11月1日、marikoが2013年1月26日のライブをもっての卒業と、併せてグループにとって初となる新メンバーのオーディション開催決定を発表[138]。
- 12月12日、シングル「リボンをきゅっと」発売。

2013年
- 1月26日、渋谷SOUND MUSEUM VISIONでのワンマンライブ「lyrical school one man live 2013 Vol.1 mariko卒業『君にも書いたよ招待状』」をもってmarikoが卒業[139][140]。3月17日、2012年11月より募集開始したオーディションで選ばれたhinaが加入。タワーレコード秋葉原店にて新メンバーのお披露目インストア・ライヴ開催[141]。5月15日、シングル「PARADE」発売。
- 5月19日、タワーレコード新宿店にて開催されたシングル「PARADE」発売記念イベントにて、erikaが6月に卒業することを発表[142]。6月28日、タワーレコード渋谷店B1「CUTUP STUDIO」で行われた「lyrical school oneman live erika卒業『掴んだマイク』」でerikaがグループを卒業[78]。
- 7月4日、新メンバーオーディションを7月14日にスタジアムプレイス青山にて開催することを発表[143]。7月27日、オーディションで新メンバーに決定したminanが、TOKYO IDOL FESTIVAL 2013「ENJOY STUDIUM」に5人と共に出演[144]。8月24日に行われた大宮ステラタウンでのイベントからminanが正式に合流[145]。
- 9月18日、改名後初のアルバム『date course』発売。12月11日、アルバムからのリカット・シングル「わらって.net/Myかわいい日常たち」発売。

2014年
- 2月7日、渋谷WWWにて「lyrical school oneman live 2014」開催。オープニングDJにはレーベルメイトであるNegiccoのMeguがDJ Meguとして参加[146]。
- 4月2日に「brand new day」、7月15日に「FRESH!!!」、10月28日に「PRIDE」と、3枚のシングルを発売。
- 11月2日、恵比寿LIQUIDROOMにて「lyrical school oneman live 2014 @ LIQUIDROOM」開催。オープニングDJとしてLinQの深瀬智聖がゲスト出演[147]。

2015年
- 1月27日、前年11月2日に恵比寿LIQUIDROOMで行われたワンマン・ライヴを収録した初の映像作品『lyrical school oneman live 2014 at LIQUIDROOM』発売。3月10日、アルバム『SPOT』発売。
- 5月31日、沖縄サイバーボックスより初の全国ツアー「lyrical school tour 2015 “date spot”」スタート。7月25日には同ツアーの最終公演としてZepp DiverCity TOKYOでワンマンライブを開催[148]。11月4日には、同公演の模様を収録した2枚組DVD『lyrical school tour 2015 “date spot” FINAL at Zepp DiverCity』を発売[149]。
- 10月10日、青山Restaurant Bar CAYにて結成5周年記念 ワンマンライブ開催[150]。更に11月6日、川崎CLUB CITTA'にて結成5周年記念オールナイトイベント〝midnight date spot”を開催[150]。
- 10月13日、hinaが海外留学を希望し、12月に卒業することを発表[151][152]。
- 11月5日、12月13日のhina卒業公演後にhimeの加入を発表[95][153]。
- 12月13日、渋谷SOUND MUSEUM VISIONで行われたワンマンライブ「lyrical school one man live 小松ひな卒業公演」でhinaがグループを卒業[74]。
- 12月20日、新宿BLAZEで行われた「T-Palette Records 感謝祭 2015」にてhime加入後の初ライブを披露[154]。

2016年
- 1月21日、キングレコードからのメジャー・デビューと、初主演映画『リリカルスクールの未知との遭遇』の完成を記者会見にて発表[155][156]。
- 4月27日、メジャー・デビュー・シングル「RUN and RUN」発売[155]。
- 4月28日、メジャーデビュー後初のワンマンライブをCLUB CITTA'で開催。中継配信映像が、75万を超える視聴数を獲得する[157]。
- 5月28日、映画『リリカルスクールの未知との遭遇』公開[156]。
- 7月5日、yumiが体調不良のため、活動休止を発表[158]。
- 7月6日、メジャー2ndシングル「サマーファンデーション」発売。
- 7月31日、2週間の休止後活動を再開したyumiが再び体調を崩したため、改めて活動休止を発表[159]。
- 8月12日、代々木公園野外ステージにて無料ワンマンライブ「SUMMER FOUNDATION 2016」開催[160]。
- 9月5日、体調不良で7月から休養していたyumiの脱退[161]・5人での活動継続が発表[76]。
- 10月5日、メジャー3rdシングル「マジックアワー/格好悪いふられ方 -リリスクの場合-」発売[162]。
- 10月7日、ライブ「6周年パーティー」を川崎CLUB CITTA'にて行う。ゲストはcallme、アイドルネッサンス、GANG PARADE。
- 11月16日、メジャー1stアルバム『guidebook』発売。12月2日に「アルバム完全再現ライブ」を川崎CLUB CITTA'にて行う[163]。
- 12月21日、初期メンバーのami、ayaka、meiが2017年2月末開催のワンマンライブを持って卒業し、その後残った2名を中心とした新体制で活動することが発表される[77]。

2017年
- 1月22日、かつて所属していたT-Palette Recordsの感謝祭にゲスト出演、同レーベルのアイドルネッサンスとコラボし、期間限定ユニット「リリカルネッサンス」としてシングルをリリースすることを発表、その曲「THE CUT」をパフォーマンスした[164]。
- 2月11日、リリカルネッサンスとして最初で最後のコラボイベント「リリカルネッサンス『THE CUT』リリースパーティー」を行う。
- 2月26日、ワンマンライブをもって、ami、ayaka、meiが卒業。なお、ayakaは芸能界を引退、ami、meiは”スタミにゃす”として活動することを発表。
- 3月8日、「lyrical school」の名前で女子のためのラップの学校を始めることを発表[165]。
- 3月29日、minanとhimeの2人体制でAbemaTV「矢口真里の火曜The NIGHT」#50に出演。minanがMPCを披露。
- 4月18日、新体制発表。同時に、新メンバー（hinako、yuu、risano）が公式にTwitterを開始[166]。
- 5月21日、新体制お披露目ライブ「NEW GAME」を渋谷HARLEMにて行う。
- 7月18日、新体制初のシングル「夏休みのBABY」発売。
- 8月15日、代々木公園野外ステージにて「Negicco x lyrical school FREE LIVE Avec Summer Breeze @ Yoyogi Park」開催。
- 9月17日、10月17日、11月5日、「秋の3ヶ月連続 ライブハウス対バン企画“MY DATE”」を開催。「MY DATE ON SEP.」ではMaison book girl、フィロソフィーのダンス、「MY DATE ON OCT.」ではEnjoy Music Club、アナ、思い出野郎Aチーム、「MY DATE ON NOV.」ではサイプレス上野とロベルト吉野、YOUNG HASTLE、SUSHIBOYSとそれぞれ共演した。
- 12月16日、「lyrical school one man live 2017 ”TAKE ME OUT”」を恵比寿LIQUIDROOMにて開催。
- 12月19日、新体制第二弾両A面シングル「つれてってよ/CALL ME TIGHT」発売。

2018年
- 2月14日、新体制初のライブ・アルバム「”TAKE ME OUT” ON DEC 16」発売。
- 4月21日、「lyrical school one man live 2018 “Play It Cool”」を渋谷VISIONにて開催。
- 6月19日、新体制初のフルアルバム「WORLD'S END」発売。
- 7月1日、沖縄cyber-boxより、フルアルバム「WORLD’S END」を提げた全国ツアー「 lyrical school tour 2018 “WORLD’S END”」をスタート。
- 8月14日、フリーライブ「lyrical school FREE LIVE / リリスク夏祭り」を上野水上音楽堂にて開催。
- 12月25日、2か月連続 両A面シングル第1弾「パジャマパーティー/シャープペンシル feat. SUSHIBOYS」発売。

2019年
- 1月22日、2か月連続 両A面シングル第2弾「Tokyo Burning/Cookin' feat. Young Hastle」発売。
- 5月18日、フリーライブ「lyrical school FREE LIVE “全校集会” Vol.1」を開催し、ビクターエンタテインメント内のCONNECTONEに移籍することを発表。
- 6月26日、ビクター移籍第1弾配信限定シングル「LAST DANCE」発売。
- 7月7日、ワンマンライブ「lyrical school ONEMAN SHORT TOUR 2019 "ROAD SHOW"＠川崎CLUB CITTA'」を神奈川県CLUB CITTA'にて開催。
- 7月24日、ビクター移籍第2弾配信限定シングル「Enough is school」発売。
- 8月12日、「lyrical school FREE LIVE 2019 "ONE SECOND SUMMER vol.2" at TOKOROZAWA KOKU PARK」を埼玉県 所沢航空記念公園野外ステージにて開催。
- 8月28日、ビクター移籍第3弾配信限定シングル「LOVE TOGETHER RAP」発売。
- 9月11日、ビクター移籍後初のフルアルバム「BE KIND REWIND」発売。
- 9月13日、ワンマンライブ「lyrical school oneman live "BE KIND REWIND" at AKASAKA BLITZ」を東京・マイナビBLITZ赤坂にて開催。
- 11月3日、7インチシングルレコード「Enough is school / LOVE TOGETHER RAP」発売。
- 11月24日、全国ツアー「lyrical school Tour2019 "BE KIND REWIND" SERIES」の最終公演を東京・よみうりランド 日テレらんらんホールにて開催。

2020年
- 4月22日、キャリア初となるEP「OK!!!!!」発売。
- 8月15日、「HEADS CLUB 限定LIVE HOME GAME SERIES “真夏の絶好球”」を東京・上野恩賜公園野外ステージ(水上音楽堂)にて開催。
- 9月19日、「lyrical school oneman live 2020 PLAYBACK SUMMER」を東京・よみうりランド 日テレらんらんホールにて開催。
- 10月28日、配信限定シングル「Bright Ride」発売。
- 11月3日、7インチシングルレコード「Dance The Night Away feat. Kick a Show / OK!」発売。
- 11月25日、配信限定シングル「FIVE SHOOTERS」発売。

2021年
- 2月24日、配信限定シングル「TIME MACHINE」発売[167]。
- 3月17日、アルバム『Wonderland』より「Fantasy」を先行配信[168]。
- 4月7日、ビクター移籍後2枚目となるフルアルバム「Wonderland」発売。

2022年
- 2月9日、配信限定シングル「The Light」発売。
- 3月23日、配信限定シングル「Find me!」発売。
- 4月20日、ビクター移籍後3枚目となるフルアルバム「L.S.」発売。
- 10月4日、映画『MONDAYS/このタイムループ、上司に気づかせないと終わらない』に「WORLD'S END」が主題歌として使われる[169]。同映画では他の楽曲も挿入歌として使用されている[170]。

## 作品

### 映像作品
| 発売日        | タイトル                                                   | 規格品番                             | オリコン最高位 |
| ------------- | ---------------------------------------------------------- | ------------------------------------ | -------------- |
| 2015年1月27日 | lyrical school oneman live 2014 at LIQUIDROOM              | TPRD-0009                            | 101位          |
| 2015年11月4日 | lyrical school tour 2015“date spot”FINAL at Zepp DiverCity | BRTW-1020                            | 66位           |
| 2016年9月7日  | -Run and Run- lyrical school one man live 2016@CLUB CITTA’ | KIXM-248（Blu-ray） KIBM-596（DVD）  | 129位          |
| 2016年12月7日 | リリカルスクールの未知との遭遇                             | KIXF-437（Blu-ray） KIBF-1452（DVD） | -              |
| 2017年4月25日 | lyrical school tour 2016 guide book FINAL at Zepp Tokyo    | BRTW-1031（Blu-ray）                 | -              |

### 参加作品
- さよならポニーテール『青春ファンタジア』（2013年3月6日）- 初回生産限定盤に3MC（ami、ayaka、yumi）による「恋するスポーツ」のカバーを収録[195]。
- tofubeats『First Album』（2014年10月2日）- 「20140809 with lyrical school」に参加。
- Various Artists『アイドルばかりピチカート-小西康陽×T-Palette Records-』（2015年4月22日）- 小西康陽プロデュースによる、ピチカート・ファイヴ楽曲のカバー・アルバム。T-Palette Records所属の5グループが参加[注 4]。「ヒッピー・デイ」に参加[196]。
- リリカルネッサンス「THE CUT」（2017年2月14日）- アイドルネッサンスとのコラボ作品、原曲はBase Ball BearとRHYMESTERのコラボ。

#### ミュージック・ビデオ
- Negicco「矛盾、はじめました。」（2016年3月29日）[197]※meiとyumi出演[198]。

### 活字媒体
- Warp Magazine（2016年11月号 -、トランスワールドジャパン）「リリカルスクールの部屋」を連載

## 主なライブ・イベント
2015年
- 5月31日 - 7月25日、全国ツアー「lyrical school tour 2015 "date spot"」
- 8月1・2日、TOKYO IDOL FESTIVAL 2015
- 12月5日、-Minan Birthday Jam Party-（渋谷NOS ORG）[199]※本多未南生誕祭、バンドセットによるソロLIVE。
- 12月20日、T-Palette Records 感謝祭 2015〜今年新しく出来たyouthsource recordsも箱レコォズの面々も出るよ、もちろんTパレアームレスリング大会も開催!!年末大大感謝祭!!〜（新宿BLAZE）[200]

2016年
- 8月5日 - 7日、TOKYO IDOL FESTIVAL 2016
- 11月27日 - 12月29日、全国ツアー「lyrical school tour 2016 "guidebook"」[201]

2017年
- 7月8・9日、アイドル横丁夏まつり!!〜2017〜
- 8月4日 - 6日、TOKYO IDOL FESTIVAL 2017
- 8月26・27日、@JAM EXPO 2017
- 12月3日、やぐフェス〜アイドルを原宿で見るか、アベマでみるか〜[202][203]

## 出演

### インターネット放送
- チェケラっ超TV（2014年12月15日 -、2.5D）mei、minanのみ出演

### ラジオ
- アイドル放送局〜隣のあの子もアイドルだ!〜（2014年4月10日- 、FM小田原）- 毎月第3、第4週のサブパーソナリティーをyuuが担当[204]。以前はamiが出演していた[205]。
- MMAradio771（2018年4月9日 - 、エフエム諫早）※毎月第二月曜日の番組内のコーナー担当[206]
- Lyrical school minanのLet's チルアウト（2019年 - 、エフエム群馬）※minanのみ[70]
- lyrical schoolのラジッパ（2021年10月3日-2022年8月28日 、全国のAM局（ラジオ大阪、南海放送、西日本放送、大分放送、岐阜放送））※メンバー2人が2週交代で担当[207]

### テレビ
- アイドル New Year サミット 2016（2016年1月1日 2:30-6:00、フジテレビ）[208]
- 流派R-since 2001 （2022年6月24日 26:30-27:00、テレビ東京）

### 映画
- リリカルスクールの未知との遭遇（2016年5月28日公開） - 主演・lyrical school 役[156]

### 舞台
- LIBERUSプロデュース 東京ギロティン倶楽部第一回公演「東京奇人博覧会」（2013年4月17日‐21日、スペース・ゼロ）

### CM
- 出前館「出前館×AbemaTV」（2018年12月 - 2019年1月） - 矢口真里の火曜The NIGHTとの番組タイアップCM[209]